# Pszichoparti a palacsintázóban
A Pszichoparti a palacsintázóban (eredeti angol címén: The Verificationist) Donald Antrim harmadik regénye, amely először 2000-ben jelent meg a Vintage kiadónál. Magyarországon az Ulpius Modern Könyvtár sorozatban jelent meg 2002-ben Komáromi Rudolf fordításában.

## Történet
|  | Alább a cselekmény részletei következnek! |

A regény cselekménye egy tipikus amerikai palacsintázóban játszódik, ahová Tom, a történet főhőse, meghívja kollégáit egy közös, kötetlen beszélgetésre. Az eseményeket végig Tom szemszögéből követhetjük nyomon.
A palacsintázóban kisebb-nagyobb csoportokban megérkeznek Tom kollégái, az asztaloknál kialakulnak a társaságok és elkezdődik egy többé-kevésbé szakmai beszélgetés. Rebecca, a csinos és fiatal pincérlány, felveszi a rendelést Tom asztalánál, ahol Tom mellett Maria, Bernhardt és Manuel foglaltak még helyet. Tom – egy rövidebb pánikrohamot követően – palacsintát rendel, majd a vacsora közben úgy dönt, hogy megdobálja a többi asztalnál ülő kollégáit ételmaradékkal. Ekkor lép közbe Bernhardt, aki egész egyszerűen átöleli Tomot lefogva így mind a két kezét.
Ez az ölelés azután szürreális beszélgetések és képzelgések sorozatává alakul át Tom szemszögéből. Ahogy Bernhardt megemeli őt miközben mindkét karjával magához szorítja, és Tom lába már nem éri el a padlót, Tom úgy érzi, hogy képes repülni, lebegni a mennyezet alatt, és onnan nézni az étteremben vacsorázó kollégáit. Képzeletbeli repülése során azonban továbbra is érzi a testét Bernhardt szorításában, és időnként tovább beszélget kollégáival, akik teljesen természetesnek veszik, hogy ő fent lebeg a mennyezet közelében. Később ráveszi Rebeccát is, hogy csatlakozzon hozzá, felhúzza magához, hogy együtt lebegjenek a mennyezet alatt. A lány után a már kissé ittas Sherwin Lang is csatlakozik hozzájuk, aki a rámenős Leslie elől keres menedéket közöttük. Kisvártatva azonban a Leslie nevű angol lány is utánuk mászik, elkapva Lang lábát és felkapaszkodva rájuk.
Ebből a szürreális valóságból Rebecca és Tom képzeletben továbbrepülnek a palacsintázó mennyezetén keresztül ki a szabadba. A város egyik közkedvelt találkahelyén piknikeznek együtt az éjszakai sötétben és a ködben, alig látva egymást.
Visszatérve képzeletbeli kirándulásukból a palacsintázóbeli képzeletbeli lebegésükbe azt tapasztalják, hogy a jelenlévők között párok alakultak ki. Sőt, Leslie és Sherwin már mindenki szeme láttára szeretkeznek a levegőben lebegve.
A parti lassan befejeződik, Rebecca is elbúcsúzik Tomtól, a jelenlévő kollégák is hazamennek – Tom viszont hiába várja feleségét Jane-t. Újra kirepül az éjszakába a tetőn át, de most már egyedül – és az éjszakában repülve megérkezik a helyi kórház intenzív osztályára.
|  | Itt a vége a cselekmény részletezésének! |

## Megjelenések

### angol nyelven
1. The Verificationist, Vintage, 2000[2]

### magyarul
1. Pszichoparti a palacsintázóban; ford. Komáromy Rudolf; Ulpius-ház, Bp., 2002 (Ulpius modern könyvtár)

## Külső hivatkozások
- Pszichoparti a palacsintázóban Archiválva 2012. július 11-i dátummal a Wayback Machine-ben az IPM 2003 januári cikkében